# Brachaluteres ulvarum
Brachaluteres ulvarum és una espècie de peix de la família dels monacàntids i de l'ordre dels tetraodontiformes.

## Morfologia
- Els mascles poden assolir 7,5 cm de longitud total.
- És capaç d'inflar el seu cos.[4][5][6]

## Alimentació
Menja algues i crancs.

## Hàbitat
És un peix marí, de clima temperat i associat als esculls de corall que viu entre 25-30 m de fondària.

## Distribució geogràfica
Es troba al Japó.

## Observacions
És inofensiu per als humans.